# النبرگ (راینلاند-فالتس)
النبرگ (راینلاند-فالتس) (به آلمانی: Ellenberg) یک شهر در آلمان است که در بیرکنفلد واقع شده‌است. النبرگ ۹۳ نفر جمعیت دارد.